# NGC 5033
NGC 5033 is een spiraalvormig sterrenstelsel in het sterrenbeeld Jachthonden. Het hemelobject werd op 1 mei 1785 ontdekt door de Duits-Britse astronoom William Herschel.

## Synoniemen
- NGC 5033
- UGC 8307
- MCG 6-29-62
- ZWG 189.43
- IRAS13111+3651
- PGC 45948